# Pont de Naantalinsalmi
Le pont de Naantalinsalmi (finnois : Naantalinsalmen silta) est un pont à  Naantali en Finlande.

## Présentation
Ouvert à la circulation le 4 juillet 1986, le pont de Naantalinsalmi est un pont en deux parties qui traverse le détroit entre le continent et l'île de Luonnonmaa.
La route menant au pont de Naantalinsalmi depuis le continent est Armonlaaksontie ou Kantatie 40 et le pont lui-même fait partie de la route Rymättyläntie ou route régionale 189.
Le pont Naantalinsalmi se compose de deux ponts en béton, reposants sur l'ilot rocheux Raumakari.
Le pont du côté de Luonnonmaa est un pont en poutre-caisson, les portées des ouvertures sont de 24 et 30 mètres.
La portée de l'ouverture centrale est de 46,7 mètres.
Le pont du côté continent est un pont à poutres creuses avec des portées de 30 et 3 mètres.
La portée de l'ouverture centrale permettant un passage libre de 11 mètres est de 37,5 mètres.
La largeur des deux ponts est de 8,5 m.

## Histoire
En 1934, le pont d'Ukko-Pekka a permis la traversée du détroit Naantalinsalmi.
Dans les années 1970, le  trafic routier a beaucoup augmenté.
Le pont de Särkänsalmi a été achevé en 1970 entre Naantali et la municipalité de Merimasku de l'époque, et la ville de Naantali a projeté l'utilisation des terres de Luonnonmaa.
À la fin des années 1970, il a été décidé de construire un nouveau pont sur Raumakari à côté du pont d'Ukko-Pekka.
Le tunnel de Kuparivuori a été construit du côté du continent.
Les nouveaux ponts ont été construits pour la circulation des véhicules à moteur, la circulation légère utilise l'ancien pont d'Ukko-Pekka.